# Ptasia
Ptasia (Ptasiak) (niem. Vogelkippe)  (626 m n.p.m.) – szczyt stanowiący północno-zachodnią kulminację Chrośnickich Kop w Południowym Grzbiecie Gór Kaczawskich, w Sudetach Zachodnich, pomiędzy Czernicką Górą a Lastkiem. Zbudowana ze staropaleozoicznych skał metamorficznych – zieleńców i łupków zieleńcowych oraz fyllitów i łupków albitowo-serycytowych z grafitem, należących do metamorfiku kaczawskiego, poprzecinanych żyłami wulkanicznych porfirów. Porośnięta lasem świerkowym z domieszką buka. Na zboczach pola i łąki.